# Sejm zwyczajny 1784
Sejm 1784 – (Sejm grodzieński) zwyczajny Rzeczypospolitej Obojga Narodów zwołany 20 maja 1784 roku do Grodna.
Sejmiki przedsejmowe w województwach odbyły się 16 sierpnia 1784 roku. Marszałkiem sejmu obrano Ksawerego Chomińskiego starostę pińskiego. 
Obrady sejmu trwały od 4 października 1784 do 13 listopada 1784 roku. 